# Grand-Prix-Saison 1929

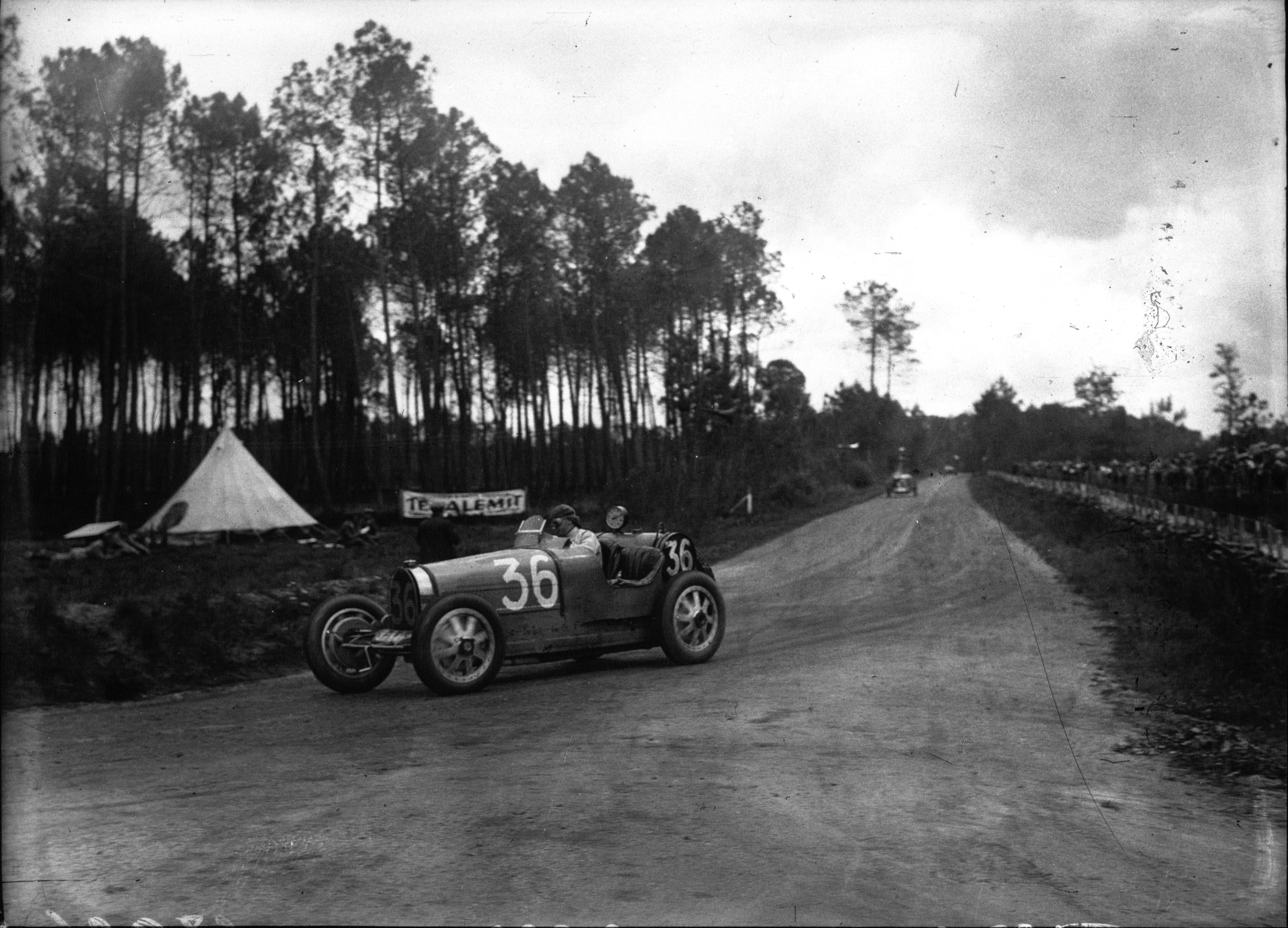
W. Williams beim Grand Prix von Frankreich.

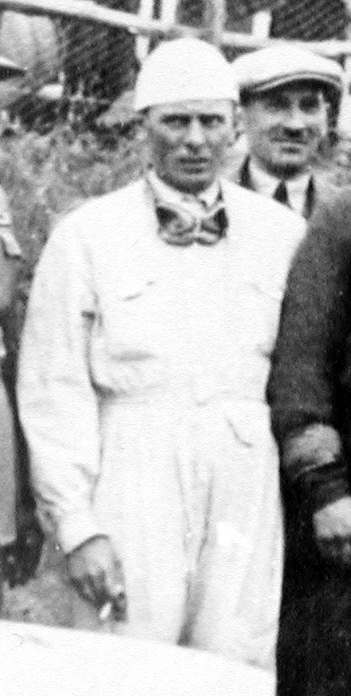
Vier Siege 1929: Achille Varzi.

Für die Grand-Prix-Saison 1929 war vom Automobil-Weltverband AIACR erneut eine Automobil-Weltmeisterschaft ausgeschrieben worden, zu der sieben internationale Grand-Prix-Rennen gewertet werden sollten. Da jedoch mit dem Rennen in Indianapolis und dem Großen Preis von Frankreich auf dem Circuit de la Sarthe bei Le Mans nur zwei dieser Grandes Épreuves ausgetragen wurden und auch nur für das Rennen in Le Mans die Internationale Rennformel angewendet wurde, konnte der Weltmeistertitel zum zweiten Mal in Folge nicht vergeben werden.
Trotz seines Status als Grande Épreuve bezog der Große Preis von Frankreich seine Bedeutung dabei hauptsächlich aus der Tradition und lockte fast nur französische Fahrer an. Für die Targa Florio sowie die Großen Preise von Rom und Monza, die als Formula-Libre-Rennen ausgeschrieben waren, hatten jeweils bedeutend mehr internationale Fahrer und Werke als für den Frankreich-Grand-Prix genannt.
Vor allem in Italien und Frankreich – bzw. auch in deren nordafrikanischen Kolonien – wurden daneben zahlreiche weitere Rennen veranstaltet, wobei jedoch vorwiegend nur die italienischen Rennen unter wesentlicher internationaler Beteiligung stattfanden. Das faschistische Regime hatte die Eignung des Motorsports zur Massenunterhaltung und die Erfolge italienischer Fabrikate als Propagandainstrument erkannt und förderte die Veranstalter nach besten Mitteln.
Mit dem richtungsweisenden Grand Prix von Monaco in Monte Carlo fand außerdem zum ersten Mal ein international bedeutendes Rennen auf einem Stadtkurs statt, das seitdem seinen festen Platz im jährlichen Rennkalender besitzt.
Die Saison wurde vom Zweikampf der Marken Bugatti und Alfa Romeo geprägt. Zwar gewann Bugatti dabei mit W. Williams in Monaco und beim französischen Grand Prix, Albert Divo bei der Targa Florio und Louis Chiron in San Sebastián die insgesamt wichtigeren Rennen, Alfa Romeo konnte jedoch mit Achille Varzi in Alessandria, Rom, Livorno und Monza, sowie Gastone Brilli-Peri in Cremona und Tunis mehr Erfolge in international bedeutenden Rennen für sich verbuchen.

## Reglement
Nach nur einem Jahr verabschiedete sich die AIACR wieder von der 1928 eingeführten Gewichtsbegrenzung. Stattdessen wurde die alte Idee einer Verbrauchsformel wieder aufgegriffen, nach der der französischen Automobilclub ACF 1927 und 1928 zuletzt wieder Rennen ausgetragen hatte. Für 1929 begrenzte die Internationale Grand-Prix-Rennformel den Verbrauch auf maximal 14 kg Kraftstoff und Öl je 100 km. Der minimale Hubraum lag bei 1100 cm³, das Minimalgewicht bei 900 kg. Die Rennwagen mussten zweisitzig sein und eine Chassisbreite von mindestens 100 cm aufweisen und während der Boxenstopps durften maximal zwei Mechaniker zusammen mit dem Fahrer am Auto arbeiten. Die minimale Renndistanz für die Grande Épreuves lag bei 600 km.
Gerade der Erfolg der zahlreichen formelfreien Rennen führte dazu, dass kaum ein Hersteller bereit war, den Aufwand für die Konstruktion von Rennwagen speziell für die Grand-Prix-Formel einzugehen, die dann bei den „gewöhnlichen“ Rennen gar nicht wirklich verwendbar gewesen wären, während gleichzeitig die Rennen nach der Verbrauchsformel – sofern sie überhaupt durchgeführt wurden – wegen der zurückhaltenden Fahrweise dem Publikum nicht annähernd die gewohnte Unterhaltung bieten konnten.

## Saisonbeschreibung
Die Rennsaison 1929 verlief im Großen und Ganzen ähnlich wie im Vorjahr. Die wenigen beteiligten Automobilfirmen hielten sich weiterhin stark zurück und beschränkten sich mit Ausnahme einzelner bedeutsamer Rennen meist auf Starts in ihren Heimatländern. Dies ermöglichte den unzähligen Privatfahrern erneut gute Chancen, die weiterhin die Masse der Teilnehmerfelder stellten. So lange die Hersteller auf ein erneutes Wettrüsten verzichteten, waren die verfügbaren Konstruktionen einigermaßen ausgewogen, so dass das Fehlen einer praktikablen Rennformel kaum Auswirkungen auf die Chancengleichheit hatte und auch 1929 wieder eine Reihe sehr spannender Rennen hervorbrachte.
Vor allem Bugatti gab mit den bewährten Varianten des Bugatti Type 35 mit 2,3 bzw. 2 Litern Hubraum immer noch den Standard vor. Das Werk selbst setzte bei seinen nur sporadischen offiziellen Einsätzen auf die Dienste von William Grover-Williams (unter dem Pseudonym „W. Williams“), Albert Divo, Ferdinando Minoia und Altmeister Louis Wagner, der schon im allerersten Grand Prix von 1906 an den Start gegangen war. Weitere Fahrer wie Louis Chiron, Guy Bouriat oder „Georges Philippe“ (hinter diesem Pseudonym verbarg sich Baron Philippe de Rothschild) wurden mit ihren privat gemeldeten Autos jedoch vermutlich auch bisweilen durch Mechaniker des Werksteams betreut. Mit den Siegen von „Williams“ in den Großen Preisen von Frankreich und Monaco sowie von Divo bei der Targa Florio – sein persönlich zweiter und der insgesamt fünfte Erfolg in Folge für das Werk bei diesem Rennen – gewann Bugatti auch die ranghöchsten Rennen des Jahres, wobei allerdings auch nur beim Rennen in Sizilien nennenswerte Konkurrenz seitens der italienischen Teams vertreten war. Chiron konnte außerdem noch das Rennen von San Sebastián – das allerdings bis auf einen einzelnen Rennsportwagen von Alfa Romeo eine reine Bugatti-Angelegenheit war – für sich entscheiden.
Für Maserati gingen erneut Baconin Borzacchini, Luigi Fagioli und Ernesto Maserati an den Start. Das Werk hatte genug von untermotorisierten Autos und brachte neben den weiterhin eingesetzten Vorjahresmodellen Tipo 26B und 26R von 2 und 1,7 Litern Hubraum während der Saison mit dem Modell Maserati V4 einen ersten, speziell für Hochgeschwindigkeitsstrecken mit wenig Kurven geeigneten Monsterrennwagen heraus, bei dem zwei parallel angeordnete 2-Liter-Blöcke des Tipo 26B über ein gemeinsames Kurbelwellengehäuse zu einem 300 PS starken 16-Zylinder-Doppelmotor von 4 Litern Hubraum verbunden wurden. Allerdings beschränkte sich das Team die Saison über nach wie vor auf die Teilnahme in den italienischen Rennen, wie auch fast alle Rennwagen an heimische Privatfahrer verkauft wurden. Erst am Saisonende wagte das Team mit dem Start beim Großen Preis von Tunis erstmals einen vorsichtigen Sprung über die Landesgrenzen.
Nach den Erfolgen von Giuseppe Campari mit seinem nominell privat eingesetzten 1925er Alfa Romeo P2 Grand-Prix-Rennwagen – der allerdings von Werksangestellten betreut worden war – wurde 1929 noch ein Schwestermodell reaktiviert. Gastone Brilli-Peri und Achille Varzi, der in der Zwischenzeit das Auto von Campari übernommen hatte, beschränkten sich damit ebenfalls vorwiegend auf die italienischen Rennen, waren dort aber stets unter den schnellsten. Trotz der zahlenmäßigen Übermacht von Bugatti gelangen ihnen insgesamt sechs Siege, darunter vor allem auch der Erfolg von Varzi beim Großen Preis von Monza.
Nach dem tödlichen Unfall von Emilio Materassi im Vorjahr beim Großen Preis von Italien hatte es für die Zukunft seiner Scuderia – dem ersten erfolgreichen werksunabhängig operierenden Rennstall überhaupt – zunächst schlecht ausgesehen. Schließlich übernahm Brilli-Peri das Team, das unter seinem bisherigen Namen von Teammanager Scaletti weitergeführt wurde. Neben seinen Erfolgen mit dem Alfa Romeo konnte der neue Teambesitzer die beiden Rennen von Tripolis und Mugello auf einem der aus 1926 stammenden ehemaligen Grand-Prix-Talbots für sich entscheiden, während seine Teamkollegen Luigi Arcangeli, Clemente Biondetti und am Ende auch Tazio Nuvolari über einige vordere Platzierungen nicht hinaus kamen. Obwohl im Laufe der Saison sogar der Hubraum eines der Rennwagen von 1,5 auf 1,7 Liter vergrößert werden konnte, verloren die Talbot gegenüber der stärker motorisierten Konkurrenz nun doch langsam aber stetig an Boden.
Die wohl wichtigste Neuerung des Jahres war ohne Zweifel gleich zu Beginn der Saison der erste Große Preis von Monaco. In dem Fürstentum an der französischen Riviera fand damit das erste international bedeutende Rennen auf einem innerstädtischen Straßenkurs statt. Vor allem das mondäne Flair, die exotische Kulisse und die exklusive Besetzung mit ausgewählten Teilnehmern aus sechs Nationen – nur Fahrer, die vom veranstaltenden Automobilclub von Monaco eingeladen wurden, waren teilnahmeberechtigt – machten die Veranstaltung auch in Abwesenheit der stärksten Italiener wie auch des Lokalmatadors Louis Chiron gleich zum Auftakt zu einem großartigen Erfolg. Natürlich stellte auch hier wieder Bugatti die Masse des Felds und „Williams“ auf dem werksunterstützten Auto galt als klarer Favorit. Erstaunlicherweise war ausgerechnet der Deutsche Rudolf Caracciola mit seinem geradezu gigantisch anmutenden Mercedes SSK Sechszylinder mit 7,1-Liter-Kompressormotor, der auf einem derart verwinkelten Kurs vollkommen deplatziert wirkte, als einziger in der Lage, dem Bugatti-Fahrer in der ersten Hälfte des Rennens beim Kampf um die Spitze Paroli zu bieten. Die Entscheidung fiel schließlich während der Tankstopps, bei denen Caracciola wegen des enormen Verbrauchs und Reifenverschleißes des Mercedes eine ganze Runde auf „Williams“ verlor.
Auch bei der Targa Florio blieb Bugatti beim ersten Aufeinandertreffen mit den Werksteams von Alfa Romeo und Maserati siegreich. Gegen die erfahrenen Piloten Albert Divo und Ferdinando Minoia auf ihren bewährten Bugatti 35C hatten die Italiener hier keine Chance, zumal sich Varzi, Campari und Brilli-Peri wie im Vorjahr mit Alfa Romeos Sportwagenmodell mit 1,75 Liter Sechszylinder begnügen mussten, weil man den P2 in den sizilianischen Bergen nicht die nötige Standfestigkeit zutraute. Die beiden Maseratis von Borzacchini und Ernesto Maserati überstanden das Rennen dagegen nicht.
Genau das umgekehrte Bild bot sich dagegen beim Königlichen Preis von Rom auf dem schnellen Dreieckskurs von Tre Fontane. Hier waren die Alfa Romeo P2 von Varzi und Brilli-Peri in ihrem Element, während das Bugatti-Team schon im Training durch einen Unfall von „Williams“ um die Hälfte reduziert worden war. Der einsame Divo hatte anschließend gegen die Alfa Romeo keine Chance und wurde mit ganzen 10 Minuten Rückstand auf das Führungsduo Dritter.
Beim Grand Prix de l’ACF waren die Franzosen dagegen wieder unter sich. Das Rennen auf dem Circuit de la Sarthe bei Le Mans wurde als einziges Grande Épreuve des Jahres nach der offiziellen Verbrauchsformel durchgeführt, wofür die Wagen statt des üblichen Bootshecks mit verplombten Einheitstanks und einem Reserverad hinter den Fahrersitzen versehen wurden, so dass auch ihr Anblick ein wenig wie ein Rückfall in alte Zeiten erschien. Ähnliche Wettbewerbe hatte es in Frankreich bereits in den Vorjahren vereinzelt gegeben, und da es unter den Austragungsmodalitäten nicht nur auf die reinen Fahrleistungen ankam, rechnete sich auch das Peugeot-Werk, das nach fünfzehnjähriger Abstinenz in den Grand-Prix-Sport zurückkehrte, für den Einsatz seines älteren Sportwagenmodells aus 1925 für die Fahrer André Boillot – jüngerer Bruder des berühmten Vorkriegs-Stars Georges Boillot – und Guy Bouriat noch einige Chancen aus. Dennoch war es eine Überraschung, dass Boillot von Beginn an mit den Bugatti-Werksfahrern „Williams“, Divo und Conelli mithalten konnte und anfangs sogar zweimal in Führung lag. Das Rennen entwickelte sich dann für lange Zeit zur Prozession, in der es den Fahrern hauptsächlich darauf ankam, für das Finale Benzin zu sparen. Am Ende wurde es noch einmal spannend, als der zweitplatzierte Boillot noch einmal Boden auf „Williams“ gutmachen konnte, selbst aber beinahe auch noch von Conelli abgefangen worden wäre.
Im September des Jahres hätte eigentlich auch wieder ein Großer Preis von Italien – gleichzeitig erneut auch als Großer Preis von Europa – im Rahmen der Automobilweltmeisterschaft ausgetragen werden sollen. Angesichts des geringen Zuspruchs zur neuen Grand-Prix-Formel verabschiedete sich Vincenzo Florio, der als erfolgreicher Initiator der Targa Florio mittlerweile zum Sportpräsidenten des Italienischen Automobilclubs aufgestiegen war, umgehend wieder von diesem Plan. Stattdessen folgte er seinem bewährten Erfolgskonzept und schrieb mit dem Großen Preis von Monza ein formelfreies Rennen aus, was zu einem der bestbesetzten Teilnehmerfelder des Jahres führte.
Ähnlich wie beim Großen Preis von Mailand im Vorjahr wurde das Rennen in einem Format aus mehreren nach Hubraumklassen (bis 1,5 Liter, bis 3 Liter und darüber) getrennten Vorläufen und einem gemeinsamen Finale von jeweils 100 km Länge ausgetragen. Hierfür wurde in diesem Jahr nur der Hochgeschwindigkeits-Streckenabschnitt mit den beiden Steilkurven von 4,5 km Länge verwendet, so dass wie für kein anderes Rennen des Jahres Motorleistung und Höchstgeschwindigkeit entscheidend schienen. Während das Bugatti-Team nach seinen früheren Erfolgen in der Saison durch Abwesenheit glänzte, war dies für Maserati Anlass genug, endlich den lang erwarteten V4 mit Sechzehnzylinder-Doppelmotor an den Start zu bringen. Aber auch Varzi und Brilli-Peri mit ihren bislang so erfolgreichen Alfa Romeos und sogar das Materassi-Team mit seinen vergleichsweise kleinen, aber hochdrehenden und windschnittigen 1,5-Liter-Talbots fühlten sich gut gerüstet. Aus Deutschland kam außerdem eine Abordnung der Mercedes-Werke mit August Momberger und Adolf Rosenberger, der eine mit einem von Scheinwerfer und Kotflügel befreiten mächtigen 7,1-Liter-SSK-Modell, der andere mit einem modifizierten Rennwagen, der schon 1922 bei der Targa Florio gelaufen war. Schließlich war es den Veranstaltern auch noch gelungen, wieder Teilnehmer aus Übersee zu gewinnen. Die beiden schnellen Miller-Einsitzer des US-Amerikaners George Stewart, der unter dem Pseudonym Leon Duray an den Start ging, waren mit zweistufigem Kompressor, Frontantrieb und ihrer geringen Stirnfläche für Strecken wie Indianapolis prädestiniert und erzielten zuvor im Training bis dahin auf dieser Strecke noch nicht erreichte Geschwindigkeiten, erwiesen sich aber im Rennen letztlich nicht ausreichend standfest, weil Duray angeblich das benötigte Spezialöl für die Motoren in Italien nicht beschaffen konnte. Dennoch war ihre Vorstellung beeindruckend genug, dass Bugatti die beiden Wagen ankaufte, um sie im Hinblick auf die Entwicklung eines eigenen neuen Rennmotors als Vorlage und Studienobjekt zu verwenden. In Monza spielten sie jedoch keine große Rolle und waren schon trotz Anfeuerung durch das italienische Publikum vor dem Finale jeweils schon mit Lagerschäden aus dem Rennen. Für die Spitzenteams waren die Vorläufe dagegen reine Formsache. Im Finale übernahm zunächst Maserati auf dem 16-Zylinder erwartungsgemäß die Führung, allerdings mit Varzis Alfa Romeo dahinter im direkten Windschatten. Zur Halbzeit wurde der Zweikampf aber durch einen Boxenstopp des Maseratis abrupt beendet und Varzi konnte mit einer Runde vor dem Rest des Feldes den Sieg nach Hause fahren.
Mit einem weiteren Sieg für Alfa Romeo durch Brilli-Peri, der sich in Tunis in einem weiteren hochspannenden Rennen nach dem frühen Ausfall von Borzacchini in dem mächtigen 4-Liter-Maserati einer ganzen Horde französischer Fahrer in privaten Bugattis erfolgreich erwehren konnte, ging die lange, aber interessante Saison im November schließlich zu Ende.

### Grandes Épreuves
|   | Datum  | Rennen               | Strecke                     | Sieger                | Statistik |
| - | ------ | -------------------- | --------------------------- | --------------------- | --------- |
| 1 | 30.05. | Indianapolis 500     | Indianapolis Motor Speedway | Ray Keech (Miller)    | Statistik |
| 2 | 30.06. | Großer Preis des ACF | Circuit de la Sarthe        | W. Williams (Bugatti) | Statistik |

Das Indianapolis 500 zählte außerdem zur AAA-National-Championship-Saison 1929.

### Weitere Rennen
| Datum  | Rennen                       | Strecke                      | Sieger                            | Statistik |
| ------ | ---------------------------- | ---------------------------- | --------------------------------- | --------- |
| 24.03. | Gran Premio di Tripoli       | Tripolis                     | Gastone Brilli-Peri (Talbot)      |           |
| 01.04. | Grand Prix d’Antibes         | Garoupe                      | Mario Lepori (Bugatti)            |           |
| 07.04. | Circuit de la Riviera        | Cannes                       | Edward Bret (Bugatti)             |           |
| 07.04. | Großer Preis von Algerien    | Staoueli                     | Marcel Lehoux (Bugatti)           |           |
| 07.04. | Großer Preis von Monaco      | Circuit de Monaco            | William Grover-Williams (Bugatti) | Statistik |
| 21.04. | Circuito di Alessandria      | Circuito Pietro Bordino      | Achille Varzi (Alfa Romeo)        |           |
| 05.05. | Coppa Florio                 | Medio circuito delle Madonie | Albert Divo (Bugatti)             |           |
| 05.05. | Targa Florio                 | Medio circuito delle Madonie | Albert Divo (Bugatti)             |           |
| 09.05. | Grand Prix de Bourgogne      | Dijon                        | Philippe (Bugatti)                |           |
| 19.05. | Grand Prix des Frontières    | Circuit de Chimay            | Goffredo Zehender (Alfa Romeo)    |           |
| 26.05. | Premio Reale di Roma         | Circuito Tre Fontane         | Achille Varzi (Alfa Romeo)        |           |
| 02.06. | Circuito Pozzo               | Verona                       | Giovanni Alloatti (Bugatti)       |           |
| 09.06. | Circuito di Mugello          | Mugello                      | Gastone Brilli-Peri (Talbot)      |           |
| 09.06. | Grand Prix de Picardie       | Péronne                      | Philippe Auber (Bugatti)          |           |
| 16.06. | Grand Prix de Lyon           | Circuit de Quincieux         | Hans Simons (Bugatti)             |           |
| 23.06. | Circuit de Thuin             | Thuin                        | Freddy Charlier (Bugatti)         |           |
| 07.07. | Grand Prix de la Marne       | Circuit de Reims-Gueux       | Philippe Étancelin (Bugatti)      |           |
| 07.07. | Grand Prix de Dieppe         | Circuit de Dieppe            | René Dreyfus (Bugatti)            |           |
| 07.07. | Circuito Camaiore            | Camaiore                     | Renato Balestrero (Bugatti)       |           |
| 13.07. | Großer Preis von Irland      | Phoenix Park                 | Boris Iwanowski (Alfa Romeo)      |           |
| 21.07. | Coppa Montenero              | Circuito di Montenero        | Achille Varzi (Alfa Romeo)        |           |
| 25.07. | Gran Premio de San Sebastián | Circuito Lasarte             | Louis Chiron (Bugatti)            | Statistik |
| 18.08. | Grand Prix du Comminges      | Circuit du Comminges         | Philippe Étancelin (Bugatti)      |           |
| 22.08. | Grand Prix de La Baule       | La Baule                     | Philippe Étancelin (Bugatti)      |           |
| 15.09. | Gran Premio di Monza         | Autodromo di Monza           | Achille Varzi (Alfa Romeo)        |           |
| 29.09. | Circuito di Cremona          | Cremona                      | Gastone Brilli-Peri (Alfa Romeo)  |           |
| 17.11. | Großer Preis von Tunesien    | Le Bardo                     | Gastone Brilli-Peri (Alfa Romeo)  |           |

## Verweise

### Erläuterungen
1. ↑  Iwanowski war gebürtiger Russe, befand sich aber seit der Oktoberrevolution im Exil in Frankreich.